# Rozum a cit
Rozum a cit (v originále Sense and Sensibility) je první publikovaný román anglické spisovatelky Jane Austenové. Poprvé byl vydán v roce 1811 pod pseudonymem „Dáma“ („By a Lady“). Pouze nejbližší rodinní příslušníci věděli, kdo je autorkou románu.
Dílo je řazeno mezi tzv. romány rodinného života.
Kniha se rodila postupně. První verzi autorka vytvořila kolem roku 1795 jako román v dopisech pod názvem Elinor a Marianne, později v listopadu roku 1797 ho přepracovala a změnila název na Rozum a cit. Svou nynější podobu získalo dílo až po roce 1809, kdy na něm jeho autorka provedla poslední změny jako přípravu pro definitivní vydání v roce 1811.

## Úvod do děje
Devatenáctiletá Elinor a sedmnáctiletá Mariana, hlavní hrdinky románu, jsou dcery pana Dashwooda a jeho druhé manželky. Obě zažívají lásku, ale i zklamání. Každá z nich ale má k životu odlišný přístup. Mariana všechny své pocity a zážitky hluboce prožívá, štěstí ji dokáže povznést do závratných výšin, o to krutější ji ale potom čekají pády. Elinor je rozumná a obezřetná, i když to ale neznamená, že by nebyla schopná stejné lásky jako Mariana. Liší se ale v tom, že se snaží své city ovládat a nepoddávat se jim tak, jak to s oblibou dělá její mladší sestra. Často potlačuje své vlastní emoce proto, aby nepřidělávala starosti svým nejbližším, což zejména Marianu vede k tomu, že ji považuje za chladnou a odměřenou.
Autorka nás nenechává na pochybách, které vlastnosti pokládá za obdivuhodnější, když na konci románu dopřeje Marianě „prozření“ v tom, že rozum a cit se navzájem nemusí vylučovat.[zdroj?]

## Děj
Příběh začíná úmrtím pana Dashwooda. Vdova a její tři dcery Elinor, Mariana a Margaret se musí vyrovnat se ztrátou manžela a otce, a aby toho nebylo málo, veškeré dědictví včetně jejich milovaného rodinného sídla Norlandu zdědí jejich nevlastní bratr John Dashwood, syn zesnulého pana Dashwooda z prvního manželství.

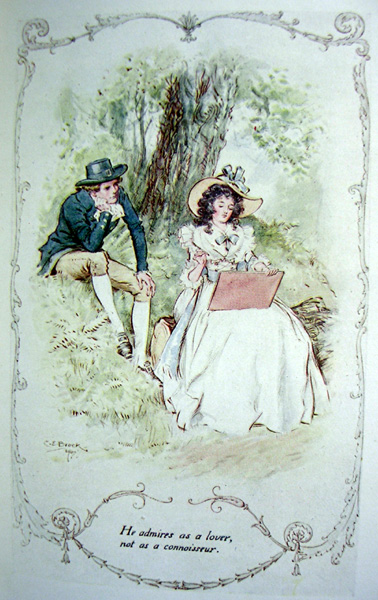
Edward obdivuje Elinořinu kresbu, vodomalba od C.E.Brocka

Když pan Dashwwood umírá, žádá Johna, aby se o jeho manželku a tři dcery postaral, což mu syn svědomitě slíbí. Není však  schopen tento slib dodržet. Jeho sobecká manželka Fanny Dashwoodová s ním obratně manipuluje a postupně mu starost o budoucnost nevlastní matky a sester rozmluví. Příjezd Johna Dashwooda a jeho ženy na Norland je pro jemnocitnou paní Dashwoodovou utrpením. Vidí, že necitlivá snacha by se jí ráda co nejdříve zbavila a měla panství jen pro sebe a svou rodinu. Proto se rozhodne co nejdříve se odstěhovat jinam, samozřejmě s ohledem na své nynější mnohem skromnější příjmy.
Než se to uskuteční, přijede na Norland na návštěvu mladší bratr Fanny Dashwoodové Edward Ferrars, inteligentní, citlivý a trochu nesmělý mladík. Brzy se spřátelí s Elinor a očividně se mezi nimi začne vytvářet silné citové pouto. Všichni se domnívají, že zasnoubení je na spadnutí. Náklonnost mezi Elinor a Edwardem je však trnem v oku Edwardově sestře, která si pro něj spolu s jeho matkou přeje výhodnější sňatek. Fanny to také paní Dashwoodové dá najevo, a ta dotčena usoudí, že odjezd už nelze dále odkládat. Přijme nabídku Johna Middletona, svého vzdáleného bratrance, který má na svém panství volný zahradní domek, a přestěhuje se i s dcerami do Devonshiru.
V novém bydlišti se setkají s pohostinnými a velice přátelskými sousedy – spolu s panem Middletonem a jeho manželkou je to také jeho tchyně paní Jenningsová a jeho přítel plukovník Brandon. Ten se na první pohled zamiluje do Mariany. Mariana se ovšem k němu chová sice přátelsky, ale s odstupem. Plukovníkovi je třicet šest let a zdaleka nenaplňuje její romantické představy o nespoutané a spalující lásce, kterým se neustále oddává. Mariana pochybuje, že by se někdo tak starý mohl ještě zamilovat nebo v někom jiném vzbuzovat opravdovou vášeň. Tím spíš jsou jí nepříjemné žertovné narážky paní Jenningsové, která by ráda zařídila všem neprovdaným dívkám výhodný sňatek. 

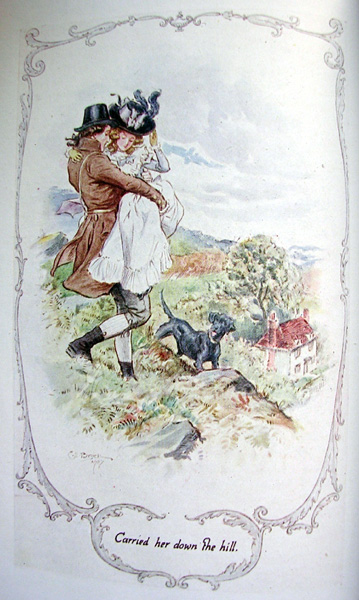
Willoughby odnáší zraněnou Marianu, vodomalba od C.E.Brocka

Jednoho dne Mariana na procházce v dešti na příkrém srázu uklouzne a vymkne si kotník. V tu chvíli se objeví neznámý pohledný mladík, který jí nabídne pomoc a odnese ji domů. Představí se jako Willoughby, synovec bohaté staré paní, která sídlí ve vedlejším údolí. V dalších dnech přichází pravidelně na návštěvu, aby se ujistil, jak se Marianě daří. Oba spolu tráví spoustu času, jsou zcela okouzleni jeden druhým, a ujišťují se, že mají podobné zájmy i představy o životě. Všichni brzy předpokládají, že se zamilovaný pár tajně zasnoubil, ale vrozený jemnocit brání paní Dashwoodové se na to Mariany otevřeně zeptat.
V té době přijíždí na dlouho očekávanou návštěvu k Dashwoodovým také Edward Ferrars. Jeho chování k Elinor je ale nyní podivně rozpačité a ta se začíná strachovat, že už ji nemiluje. Elinor cítí, že něco není v pořádku, ale nemůže nic dělat, jen se snažit zůstat navenek klidná a vyrovnaná. Edward nakonec odjíždí, aniž by se vyslovil. Nespoutaná a impulzivní Mariana nedokáže vůbec pochopit sestřino rezervované chování a vyčítá jí chladnost. Elinor se ale skrýváním svého trápení pouze snaží nepřidělávat starosti svým nejbližším a zachovat si sebeúctu.
Zakrátko Middletonovy přijíždí navštívit pohledná, ale nemajetná Lucy Steelová, sestřenice paní Middletonové a neteř jistého pana Pratta, bývalého vychovatele Edwarda Ferrarse. Je to kariéristická dívka, která se všem snaží zalíbit a dokáže se každému vlichotit do přízně. Když na večírku John Middleton neomaleně žertuje o možném sňatku Elinor s Edwardem, Lucy vzápětí na to neváhá Elinor v důvěrném hovoru informovat, že je to ona, kdo je s Edwardem již několik let tajně zasnoubená. Elinor to sice nejprve hluboce zraní, ale pak mu odpustí. Uvědomuje si, že Edward nyní už Lucy nemiluje, že jeho zasnoubení před lety bylo jen nerozvážným činem, kterého teď lituje. Nyní už rozumí jeho podivnému chování i jeho melancholii, která se jí předtím zdála tak nepochopitelná. Ví, že jeho smysl pro čest a zodpovědnost mu nedovolí se zprostit závazku, který mu vznikl ukvapeným vzplanutím v mládí. 
Willoughby se náhle přichází rozloučit s Marianou, tvrdí, že musí neodkladně odcestovat do Londýna. Marianu to velmi rozruší. Willoughbyho chování je totiž najednou podivně odtažité a ona neví, co si má o tom myslet. Willoughby odjede a už se Marianě neozve. Po nějaké době přichází možnost navštívit Londýn společně s paní Jennigsovou a Mariana to velmi uvítá, protože se nemůže dočkat, až se znovu uvidí s Willoughbym a zjistí, co se stalo. Když nakonec k setkání na jednom z večírků dojde, chová se k ní Willoughby neuvěřitelně chladně a odmítavě. Šokované Marianě se z toho udělá tak zle, že musí odejít ze společnosti domů. Vzápětí od Willoughbyho obdrží dopis, ve kterém tento popírá, že by mezi nimi kdy byla nějaká náklonnost, a sděluje jí, že si bude brát slečnou Greyovou, což je velmi bohatá dívka z vysoce postavené rodiny. Mariana se Elinor přiznává k tomu, že s Willoughbym nikdy nebyla zasnoubena, ale i přesto byla přesvědčená o jejich vzájemné nerozlučné lásce. Elinor je Willoughbyho chováním pobouřena a zhroucenou Marianu lituje a ošetřuje. 

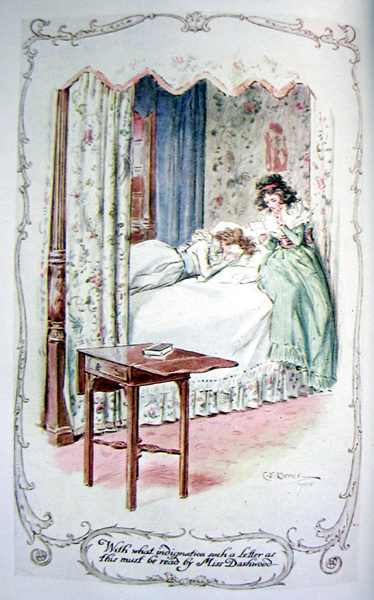
Elinor čte s rozhořčením Willoughbyho neomalený dopis Marianě, vodomalba od C.E.Brocka

Do Londýna přijíždí také plukovník Brandon, který se Elinor svěří se svými zkušenostmi s Willoughbym – ten totiž před časem svedl jeho schovanku Elizu Williamsovou a opustil ji, když otěhotněla. Brandon byl kdysi hluboce zamilovaný do Eliziny matky, které zničilo život nešťastné manželství s jeho starším bratrem, a proto se po její smrti se ujal její nemanželské dcery. 
Paní Ferrarsová se mezitím dozvídá o tajném zasnoubení Edwarda s Lucy Steelovou a hrozí Edwardovi vyděděním, jestli zasnoubení nezruší. Ten, i když Lucy nemiluje, chce dostát své povinnosti a odmítne matku uposlechnout. Dědicem se proto stane Edwardův bratr Robert, namyšlený rozmařilý hejsek, zatímco Edward zůstane bez prostředků. Plukovník Brandon se o tom doslechne a prostřednictvím Elinor nabídne Edwardovi místo faráře na svém panství.
Obě sestry se spolu s paní Jenningsovou rozhodnou opustit Londýn. Na zpáteční cestě domů se zastavují na návštěvě u paní Palmerové, druhé dcery paní Jennigsové. Utrápená a oslabená Mariana se dlouho osaměle prochází v deštěm promočené zahradě, nastydne a vzápětí těžce onemocní. Blouzní v horečkách a Elinor se obává o její život. Plukovník Brandon se nabídne, že dojede pro Marianinu matku. Té se cestou přizná, že Marianu už dlouho miluje. Willoughby se v Londýně dozvídá o Marianině nemoci a výčitky svědomí ho přimějí ji navštívit. Setká se ale jen s Elinor, které se svěří s tím, že Marianu skutečně miloval a pořád ještě miluje. Ale protože byl zadlužený a jeho teta ho v rozhořčení náhle vydědila, když se dozvěděla o jeho poklesku se slečnou Williamsovou, rozhodl se finančně se zajistit sňatkem s bohatou dívkou.

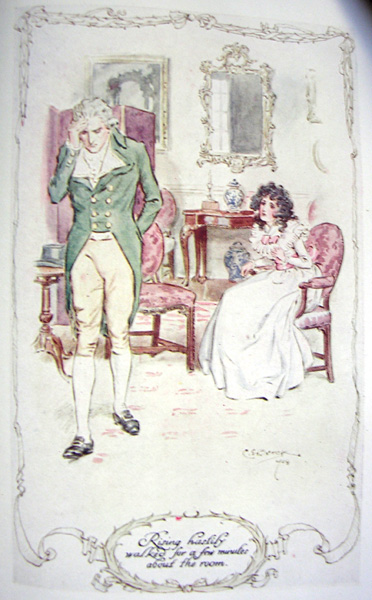
Plukovník Brandon vypráví Elinor svůj nešťastný příběh, vodomalba od C.E.Brocka

Mariana se po příjezdu své matky dostane z nejhoršího. Pomalu se uzdravuje a dovídá se od Elinor o Willoughbyho návštěvě. Poznává, že ne Willoughby, ale plukovník Brandon si zaslouží její obdiv. Rozhoduje se, že se už nebude poddávat tak intenzivně svým citům - uvědomuje si, oč obdivuhodnější je Elinořina statečná snaha o vyrovnanost a ohleduplnost. Pochopí, že byla ve své vášnivé lásce i hlubokém smutku sobecká a ke svým nejbližším bezohledná. Po návratu domů se obě sestry snaží, aby našly klid a oporu jedna u druhé.
Po nějakém čase se paní Dashwoodová a její dcery dozvídají, že Lucy Steelová se vdala za pana Ferrarse. Protože už nyní vědí o Lucyině tajném zasnoubení s Edwardem, nejsou překvapeny, přesto se Elinor cítí velmi nešťastně. Druhý den mají Dashwoodovi překvapující návštěvu – objeví se samotný Edward Ferrars. Elinor je zaskočená a rozrušená. Edward jim po chvilce váhání vysvětluje, že to nebyl on, kdo se oženil s Lucy, ale jeho bratr Robert. Ctižádostivá Lucy totiž, jakmile zjistila, že byl Edward vyděděn, zaměřila svou pozornost na marnivého Roberta a neustálým vytrvalým lichocením si snadno získala jeho náklonnost. Nakonec se dokázala vetřít i do přízně pyšné paní Ferrarsové. Edward, sice ponížený, ale šťastný, že uniknul nechtěnému svazku, se vyznává ze své lásky k Elinor. Elinor přijímá jeho nabídku a oba se šťastně usadí na delafordské faře, kterou mu daroval plukovník Brandon.
Za dva roky se i Mariana rozhodne přijmout Brandonovu nabídku k sňatku. Zpočátku sice Brandona nemiluje tak hluboce jako kdysi Willoughbyho, pouze k němu cítí obdiv a respekt, postupně se ale do něj zamiluje plnou silou své vznětlivé povahy.  

## Postavy
- Henry Dashwood - bohatý gentleman, manžel paní Dashwoodové a otec Johna, Mariany, Elinor a Margaret. Umírá na počátku příběhu. Ustanovení závěti, na základě které zdědil majetek, mu neumožňují zanechat podstatnější obnos pro dcery a manželku. Požádá syna z prvního manželství Johna, aby se o jeho dcery a manželku postaral.

- paní Dashwoodová - druhá manželka Henryho Dashwooda, která se po jeho smrti octne ve finanční tísni. Povahou se podobá své druhé dceři Marianě; je velmi emotivní a činí ukvapená rozhodnutí.

- Elinor Dashwoodová – rozumná a uvážlivá nejstarší dcera paní Dashwoodové. Zamiluje se do Edwarda Ferrarse, švagra jejího nevlastního bratra Johna Dashwooda. Je zodpovědná, ohleduplná a má pevné sebeovládání, často skrývá své emoce v zájmu svých nejbližších, aby jim nepřidělávala starosti.

- Mariana Dashwoodová – její romanticky založená, vášnivá a trochu přecitlivělá mladší sestra. Zamiluje se do ní plukovník Brandon, ale ona svou hlubokou náklonnost věnuje pohlednému, ale sobeckému Willoughbymu.

- Margaret Dashwoodová – nejmladší dcera Henryho Dashwooda a jeho druhé manželky. Také je velmi romanticky založená a výrazně mladší než její sestry.

- John Dashwood – syn Henryho Dashwooda z prvního manželství. Založením je dobře vychovaný, ale přikládá velkou váhu penězům a majetku, a nechá sebou snadno manipulovat ze strany své manželky Fanny, která je ještě sobečtější než on.

- Fanny Dashwoodová – manželka Johna Dashwooda, sestra Edwarda a Roberta Ferrarse. Je marnivá, snobská a povýšená.

- sir John Middleton – vzdálený příbuzný paní Dashwoodové, který jí vypomůže poskytnutím velmi levného pronájmu domku na svém pozemku. Je to dobře zajištěný muž, jehož největší zálibou je lov. Je velmi společenský, neustále chce pořádat večírky, pikniky a podobnou zábavu. On a jeho tchyně paní Jenningsová tvoří veselý pár, milující klepy a utahování si z mladých lidí.

- lady Middletonová – jemnocitná, ale rezervovaná manželka sira Johna Middletona. Je sice také společenská, ale jejím jediným opravdovým zájmem je rozmazlování jejích dětí.

- paní Jenningsová – veselá, pohostinná a upovídaná matka lady Middletonové a Charlotty Palmerové. Vdova, která často navštěvuje své dcery, zejména lady Middletonovou. Snaží se dostat pod čepec všechny dosud neprovdané dívky, ať je jim to milé, nebo ne.
- Edward Ferrars – bratr Roberta Ferrarse a Fanny Dashwoodové, milý nesmělý mladík, který by chtěl být pastorem. Zamiluje se do Elinor Dashwoodové. Dávno předtím, než ji poznal, se ale neuváženě tajně zasnoubil s Lucy Steelovou, čehož teď lituje.

- Robert Ferrars – mladší bratr Edwarda Ferrarse a Fanny Dashwoodové. Rozmařilý přihlouplý hejsek, co se stará jen o poslední módu a svůj nový kočár.

- paní Ferrarsová - matka Fanny Dashwoodové a Edwarda a Roberta Ferrarse. Nepříjemná, snobská a povýšená dáma, přesvědčená o své důležitosti. Je rozhodnutá, že její synové musí udělat dobrou kariéru a výhodně se oženit.

- plukovník Brandon – blízký přítel sira Johna Middletona. Je to charakterní a v hloubi duše citlivý člověk, navenek je ale odměřený a nemluvný. V mládí se zamiloval do schovanky svého otce, ale rodina mu zabránila, aby si ji vzal, protože bylo dojednáno, že si ji kvůli jejímu majetku vezme jeho bratr. Když jeho bratra opustila a zemřela v bídě, staral se o její nemanželskou dceru. Tyto rány ho udělaly zamlklým a pesimistickým, z jeho smutku ho vytrhne až láska k Marianě.

- John Willoughby – synovec jedné ze sousedek Middletonových. Pohledný, výřečný a okouzlující mladík, který se zamiluje do Mariany Dashwoodové. Je ale sobecký a sebestředný - jeho životní úroveň, požitky a radovánky jsou pro něj nakonec důležitější než láska.

- Charlotte Palmerová – dcera paní Jenningsové.

- pan Palmer – manžel Charlotty Palmerové. Chce získat křeslo v Parlamentu. Líný a ke své manželce často neomalený, k ostatním ale přátelský.

- Lucy Steelová – mladá, vzdálená příbuzná paní Jenningsové. Tajně se zasnoubila s Edwardem Ferrarsem, ve skutečnosti ho ale nemiluje, jde jí jen o dobré postavení.

- Nancy Steelová – Lucyina trochu přihlouplá starší sestra,

- slečna Sophie Greyová – bohatá dědička, kterou se Willoughby rozhodne vzít si za manželku.

## Adaptace
Román se dočkal několika zpracování. Nejznámější je stejnojmenná filmová adaptace z roku 1995, kterou natočil režisér Ang Lee.V hlavních rolích se objevili jako Mariana Kate Winsletová, jako Elinor Emma Thompsonová, která byla zároveň i autorkou scénáře, jako Edward Ferrars Hugh Grant a Alan Rickman v roli plukovníka Brandona. Film získal řadu ocenění, mj. i Oscara za nejlepší scénář.
Pro televizi byl román zpracován v roce 1971 (režie David Giles) a 1981 (režie Rodney Bennett).
K březnu 2008 je zatím nejnovější adaptací TV minisérie z roku 2008, produkovaná společností BBC. Autorem scénáře je Andrew Davies, režie se ujal John Alexander.